# Catherine Carr (natation)
Pour les articles homonymes, voir Catherine Carr et Carr.
Catherine Carr, née le 27 mai 1954 à Albuquerque, est une nageuse américaine, spécialiste des courses de brasse.

## Carrière
Catherine Carr est double championne olympique aux Jeux olympiques de 1972 se tenant à Munich. Elle remporte la finale du 100 mètres brasse et fait partie du relais américain remportant la finale du 4 × 100 mètres 4 nages, battant lors des deux courses le record du monde.
Elle intègre l'International Swimming Hall of Fame en 1988.